# Endosymbiont
Endosymbioza – specyficzny rodzaj symbiozy, w którym komórki jednego organizmu żyją wewnątrz komórek lub tkanek drugiego.
Endosymbiont – organizm, którego środowiskiem życia jest inny organizm. Endosymbionty mogą występować w przestworach międzykomórkowych, jamistych wgłębieniach lub mogą wnikać bezpośrednio do komórki gospodarza. Endosymbiontami mogą być glony, np. sinice (Nostoc, Anabaena), zielenice (Chlorophyta), bruzdnice. W toku ewolucji może dojść do powstania interakcji pomiędzy endosymbiontem a gospodarzem. Najczęściej jest to luźna interakcja, polegająca na wykorzystywaniu ciała gospodarza jako miejsce zamieszkania endosymbionta. Można także spotkać bardziej ścisłe interakcje, np. mutualizm, czy pasożytnictwo, np. Azolla filiculoides i Anabaena azollae, czy pasożytnicze krasnorosty (Ricardia) żyjące na plesze innych krasnorostów (Laminaria). Przykładami endosymbiontów są np. zoochlorelle, zooksantelle, cyjanelle.
W ujęciu ewolucyjnym według teorii endosymbiozy za endosymbionty uważa się niektóre organella komórki eukariotycznej.

## Występowanie
Endosymbioza występuje np. u owadów. W ich przewodzie pokarmowym lub w mycetocytach i mycetomach mogą żyć różne drobnoustroje: bakterie, grzyby niższe, pierwotniaki, które umożliwiają gospodarzom korzystanie z błonnika, produkują witaminy itp. Drobnoustroje te, tj. endosymbionty, przenoszone są z pokolenia na pokolenie przez samice lub wnikają do komórek jajowych; u karaczanów i termitów, endosymbionty bywają w ciele tłuszczowym. Endosymbioza znana jest u błonkówek, muchówek, chrząszczy, wszy, gryzków, pluskwiaków równoskrzydłych i różnoskrzydłych.
Inne przykłady: flora fizjologiczna człowieka i innych zwierząt, zoochlorelle u stułbi zielonej.